# Ding (kärl)

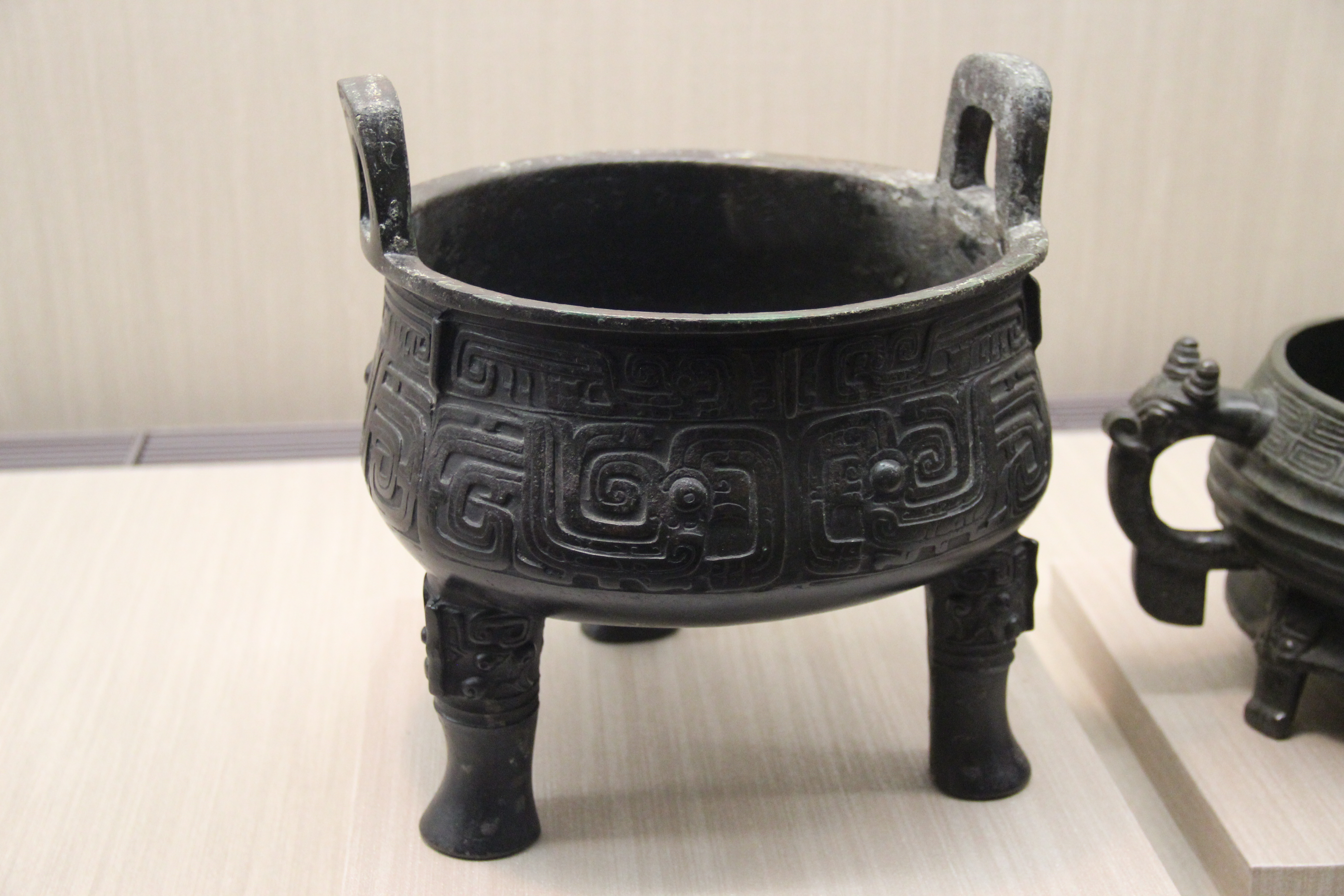
Bronskärl av typen ding från mellersta Västra Zhoudynastin

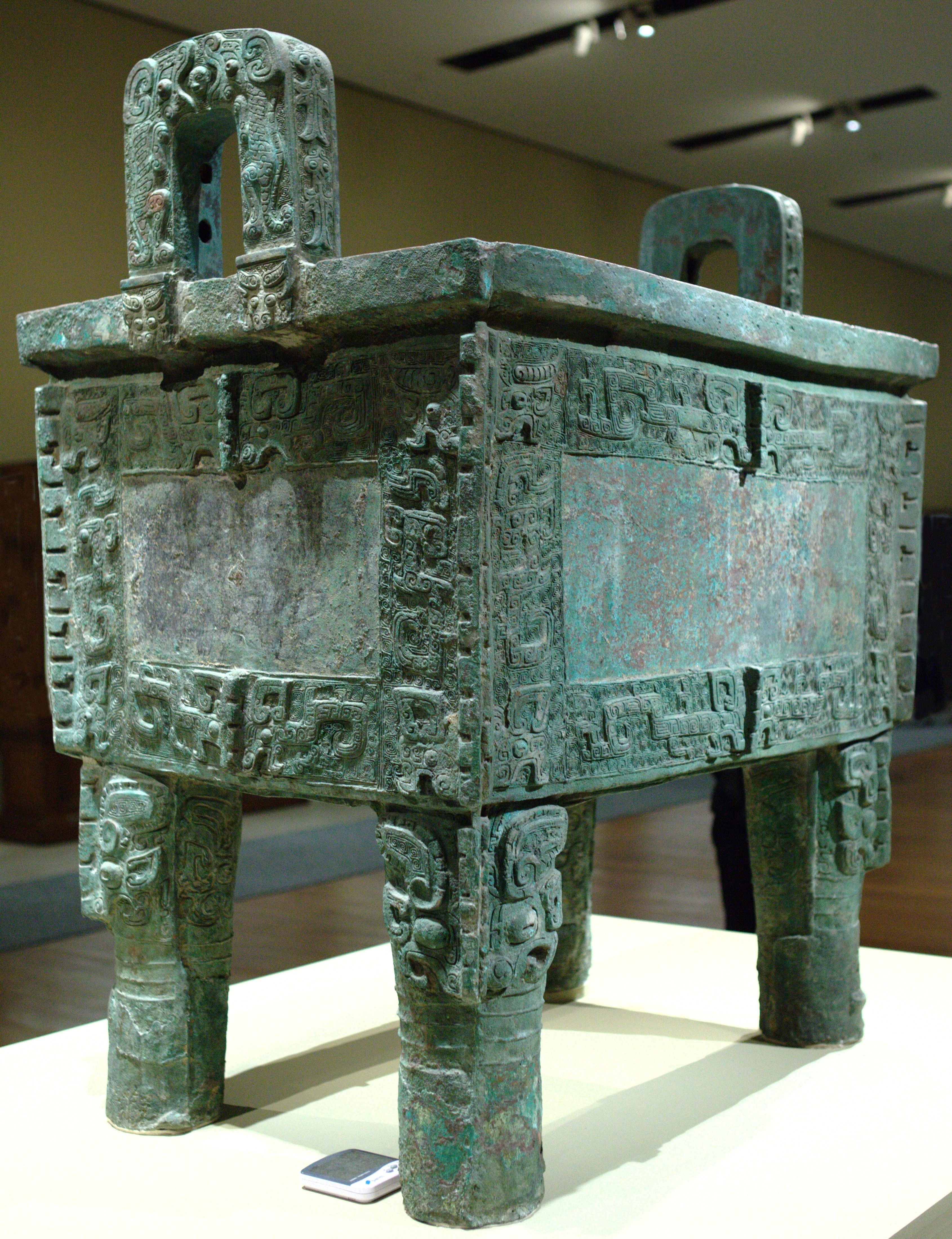
Houmuwukärlet av typen fangding från sena Shangdynastin

Ding (鼎; dǐng) är ett antikt kinesiskt rituellt bronskärl. En ding har klotformad kropp, stativben och ett par upprättstående handtag. Vanligen har en ding tre cylindriska ben, men finns även i varianten Fangding (方鼎; fāngdǐng), 'kvadratisk ding', som har fyra ben. Bronskärl av typen ding användes för matoffer. De äldsta fynden av ding är från Erligangkulturen och den senare delen av Erlitoukulturen.
De nio tripodkittlar som Yu den store enligt legenden tillverkade var av typen ding. Under Zhoudynastin var ett ojämnt antal av ding vanligt som gravgods.